# Maidan-Cernelevețkîi, Derajnea
Maidan-Cernelevețkîi (în ucraineană Майдан-Чернелевецький) este localitatea de reședință a comunei Maidan-Cernelevețkîi din raionul Derajnea, regiunea Hmelnîțkîi, Ucraina.

## Demografie
Componența lingvistică a localității Maidan-Cernelevețkîi
     Ucraineană (98,79%)
     Alte limbi (1,21%)
Conform recensământului din 2001, majoritatea populației localității Maidan-Cernelevețkîi era vorbitoare de ucraineană (98,79%), existând în minoritate și vorbitori de alte limbi.